# Bitka kod Herakleje
Bitka kod Herakleje je bitka održana na ravnici između Herakleja, starog grada u južnoj Italiji (na području današnjeg Policoro, nedaleko od željezničke pruge Taranto – Reggio) i rijeke Siris (današnja Sinni), gdje je epirski kralj Pir 280. pr. Kr. pobijedio Rimljane pod konzulom Publijem Levinijem.
281. pr. Kr. talijanski grad Taranto je ratovao protiv Rima koji je već uveliko vladao središnjom Italijom. Grad je pozvao u pomoć kralja Pira, koji je pristao ali pod uvjetom da se sva vojska grada stavi pod njegovu vlast.
Pir je postavio logor svoje vojske (23 tisuće pješaka, tri tisuće konjanika i 19 slonova) nedaleko od rijeke Agri a prijelaze je nadzirao konjicom. Prema klasičnom načinu vođenja rata, Rimljani su otpočeli borbu jakim konjaničkim napadom prijeko rijeke. Kada je epirska konjica pod Pirovim vodstvom odbačena, Pir je krenuo sa svojim falangama, a kad je falanga došla u težak položaj on je iznenadio s boka rimsku konjicu sa slonovima koji još nisu poznavali slonove i na taj način ih uplašio. Rimski konjanici, zastrašeni slonovima se se dali u bijeg a time i uzrokovali i povlačenje rimske pješadije. 
Ipak, iako nije jasno zašto je Pir ubacivao svoje snage po dijelovima u borbu, on je odnio veliku pobjedu protiv brojčano jačih Rimljana, čiji se gubici prema nekim povjesničarima procjenjuju čak i do 15 tisuća, dok je Pirova vojska imala negdje oko 4 tisuće mrtvih.